# Spoor 7
Spoor 7 was het eerste horizontale radioprogramma van de EO, en werd van 1992 tot 1998 iedere werkdag  tussen 19.00 en 20.00 uur uitgezonden op Radio 3.
In dit programma werd gospelmuziek gedraaid. Evert ten Ham was de eerste presentator. Hij werd vooral bekend vanwege de Ten Ham-vraag bij Frits Spits in zijn De Avondspits. Later werd het programma gepresenteerd door Jan Dirk Kleijne.